# 강명철 (축구인)
강명철(한국 한자: 姜明鐵, 1984년 6월 20일 ~ )은 대한민국의 전 축구 선수이며, 포지션은 미드필더였다.

## 클럽 경력

### 수상 내역
- 대통령금배 전국고등학교축구대회 최우수지도자상: 2018[1]
- 금강대기 전국고등학교 축구대회 우수 코치상: 2018[2]

## 참고 자료
- 11년차 부병고 강명철 코치. 할 수 있을 때 열심히 해야 하고 싶은 걸 할 수 있다.